# Dennis Clifford
Dennis Clifford (Bridgewater, 29 febbraio 1992) è un cestista statunitense, professionista in NBDL e in Europa.

## Statistiche

### College
| Anno      | Squadra          | PG  | PT | MP   | TC%  | 3P%  | TL%  | RP  | AP  | PRP | SP  | PP  |
| --------- | ---------------- | --- | -- | ---- | ---- | ---- | ---- | --- | --- | --- | --- | --- |
| 2011-2012 | Boston C. Eagles | 31  | 25 | 26,7 | 51,9 | 20,0 | 66,3 | 4,7 | 1,1 | 0,4 | 0,9 | 8,9 |
| 2012-2013 | Boston C. Eagles | 30  | 14 | 14,6 | 47,7 | 50,0 | 55,9 | 3,2 | 0,5 | 0,2 | 0,9 | 2,8 |
| 2013-2014 | Boston C. Eagles | 2   | 0  | 16,5 | 75,0 | -    | -    | 4,5 | 0,5 | 0,0 | 1,0 | 3,0 |
| 2014-2015 | Boston C. Eagles | 31  | 28 | 25,3 | 49,7 | 50,0 | 72,9 | 5,5 | 0,9 | 0,4 | 1,2 | 6,9 |
| 2015-2016 | Boston C. Eagles | 31  | 31 | 27,5 | 49,4 | 9,1  | 61,6 | 7,3 | 1,3 | 0,5 | 1,1 | 9,9 |
| Carriera  | Carriera         | 125 | 98 | 23,5 | 50,2 | 25,8 | 65,3 | 5,2 | 0,9 | 0,4 | 1,0 | 7,1 |

### G League
| Anno      | Squadra         | PG | PT | MP   | TC%  | 3P% | TL%  | RP  | AP  | PRP | SP  | PP   |
| --------- | --------------- | -- | -- | ---- | ---- | --- | ---- | --- | --- | --- | --- | ---- |
| 2016-2017 | S.C. Warriors   | 38 | 34 | 26,0 | 59,0 | -   | 64,5 | 8,2 | 2,1 | 0,6 | 1,0 | 11,9 |
| 2019-2020 | Del. Blue Coats | 8  | 2  | 18,9 | 50,0 | -   | 30,0 | 5,6 | 1,6 | 0,6 | 0,9 | 3,5  |
| Carriera  | Carriera        | 46 | 36 | 24,8 | 58,3 | -   | 62,6 | 7,7 | 2,0 | 0,6 | 1,0 | 10,5 |

### Eurocup
| Anno      | Squadra      | PG | PT | MP   | TC%  | 3P% | TL%  | RP  | AP  | PRP | SP  | PP  |
| --------- | ------------ | -- | -- | ---- | ---- | --- | ---- | --- | --- | --- | --- | --- |
| 2017-2018 | Alba Berlino | 16 | 16 | 22,1 | 57,3 | -   | 78,3 | 5,9 | 0,6 | 0,6 | 0,5 | 9,6 |
| 2018-2019 | Alba Berlino | 18 | 12 | 10,8 | 64,6 | -   | 70,6 | 2,2 | 0,5 | 0,4 | 0,6 | 4,1 |
| Carriera  | Carriera     | 34 | 28 | 16,1 | 59,6 | -   | 76,2 | 3,9 | 0,6 | 0,5 | 0,5 | 6,7 |

## Palmarès
- Campionato portoghese: 1

Benfica: 2021-22